# Théophile Hounou
Théophile Hounou (ur. w 1962)  – beniński lekkoatleta, skoczek w dal, uczestnik Letnich Igrzysk Olimpijskich 1980.
Podczas Letnich Igrzysk Olimpijskich 1980 startował w eliminacjach tejże konkurencji. W najlepszej próbie uzyskał odległość 7,07, lecz nie wypełnił minimum potrzebnego do awansu do finału i został sklasyfikowany na 26. miejscu.

## Rekordy życiowe
| Dystans    | Wynik (s) | Data |
| ---------- | --------- | ---- |
| skok w dal | 7,09      | 1978 |